# Zongguan (métro de Wuhan)
Zongguan (chinois : 宗关站) est une station des lignes 1 et 3 du métro de Wuhan en République populaire de Chine. Elle a été inaugurée le 28 juillet 2004 lors de la création de la ligne 1, première ligne du réseau du métro de la ville chronologiquement. Elle a accueilli la station de la ligne 3 lors de l'inauguration de celle-ci le 28 décembre 2015.